# Песнь о вещем Олеге
«Песнь о вещем Олеге» — историческая баллада (стихотворение, стихотворная повесть), написанная Александром Пушкиным в 1822 году. Впервые опубликована в альманахе «Северные Цветы на 1825 год, собранные бароном Дельвигом». Песнь является одним из самых известных русских стихотворений.
Сюжет основан на переложении летописной истории, изложенной Н. М. Карамзиным. К. А. Немировской обнаружен наиболее вероятный первоисточник истории с князем Олегом — «Летописец Руской от пришествия Рурика до кончины царя Іоанна Васильевича». Аналогичный рассказ о судьбе «конунга Гардарики» содержится в исландской саге об Одде Стреле.

## История
У Н. М. Карамзина в его «Истории государства Российского» волхвы предсказали князю Олегу гибель от коня, в то время как в летописном тексте волхвы наделили князя злой долей. Отказавшись от христианства, Олег решил перехитрить волхвов и избежать проклятия, но это не спасло его от гибели. Предполагается, что источником вдохновения Пушкина могла послужить не «История» Карамзина, а так называемая «Львовская летопись» («Летописец русский от пришествия Рурика до кончины царя Иоанна Васильевича», изданная Н. А. Львовым в 1792 году).

## Сюжет
Старый волхв предсказывает Вещему Олегу, что он «примет смерть от коня своего». Олег пытается избежать этого, удалив от себя коня, но пророчество всё равно сбывается, хотя и не так, как ожидалось: Когда, годы спустя, князь Олег подошёл к скелету своего коня, лежащему на холме, из черепа коня выползла ядовитая змея и укусила князя, что тоже можно считать наступлением смерти от коня.

## Иллюстрации
Произведение неоднократно иллюстрировалось известными художниками. К 200-летию создания произведения в Детской библиотеке истории Петербурга была открыта выставка.

## Культурное и прочее влияние поэмы
- Советский поэт и актёр Владимир Высоцкий написал и спел песню-вольное переложение поэмы. В песне В. Высоцкого князю Олегу приписывается казнь волхвов за их предсказание, чего нет в исходной поэме.[источник не указан 254 дня]
- Российский писатель Александр Бушков в одной главе своей книги «Россия, которой не было…» анализирует, что гадюке не по зубам прокусить кожаный сапог. При этом А. Бушков не учитывает строку поэмы, что змея, перед тем как укусить, «Как чёрная лента вкруг ног обвилась», так что змея могла спирально забраться-заползти по ноге наверх и укусить ногу князя выше голенища сапога.